# Зилим-Карановский сельсовет
Зилим-Карановский сельсовет — муниципальное образование в Гафурийском районе Башкортостана.

## История
Согласно «Закону о границах, статусе и административных центрах муниципальных образований в Республике Башкортостан» имеет статус сельского поселения.

## Население
| 2002  | 2009  | 2010  | 2012  | 2013  | 2014  | 2015  |
| ----- | ----- | ----- | ----- | ----- | ----- | ----- |
| 2171  | ↗2241 | ↘1891 | ↘1865 | ↘1830 | ↘1761 | ↘1717 |
| 2016  | 2017  |       |       |       |       |       |
| ↘1618 | ↘1575 |       |       |       |       |       |

## Состав сельского поселения
| №  | Населённый пункт | Тип населённого пункта       | Население |
| -- | ---------------- | ---------------------------- | --------- |
| 1  | Зилим-Караново   | село, административный центр | ↘431      |
| 2  | Узбяково         | деревня                      | ↘374      |
| 3  | Ибрагимово       | деревня                      | ↘340      |
| 4  | Большой Утяш     | деревня                      | ↘172      |
| 5  | Бакрак           | деревня                      | ↘124      |
| 6  | Малый Утяш       | деревня                      | ↘122      |
| 7  | Новозириково     | деревня                      | ↘101      |
| 8  | Абдуллино        | деревня                      | ↘69       |
| 9  | Средний Утяш     | деревня                      | ↘56       |
| 10 | Якты-Куль        | деревня                      | ↘53       |
| 11 | Кызыл Яр         | деревня                      | ↘49       |